# Aubréville
Aubréville is een gemeente in het Franse departement Meuse (regio Grand Est) en telt 383 inwoners (1999). De plaats maakt deel uit van het arrondissement Verdun.

## Geografie
De oppervlakte van Aubréville bedraagt 29,8 km², de bevolkingsdichtheid is 12,9 inwoners per km².
De plaats ligt aan de rivier de Aire.
De onderstaande kaart toont de ligging van Aubréville met de belangrijkste infrastructuur en aangrenzende gemeenten.

## Demografie
Onderstaande figuur toont het verloop van het inwonertal (bron: INSEE-tellingen).